# Château Suau
Château Suau ist der Name eines nach der Bordeaux-Klassifizierung von 1855 geführten Deuxième-Cru-Classé-Weins im französischen Weinanbaugebiet Barsac. Das dazu gehörende Weingut liegt am Rand des Dorfkerns der gleichnamigen Gemeinde Barsac mit 6,5 ha und hat die kleinste bewirtschaftete Fläche aller 1855 klassifizierten Weingüter. Es gibt ein gleichnamiges Château Suau in der Gemeinde Capian, Premières Côtes de Bordeaux, das in Luftlinie nur 10 km nördlich auf der anderen Garonneseite gelegen ist, aber nichts mit dem hier beschriebenen Betrieb zu tun hat.
Der Wein wird nicht mehr im Weingut selbst produziert, sondern auf deren zweitem Gut Château Navarro in Cérons, wo auch Rotweinherstellung von einer 50 ha großen Rebfläche stattfindet.

## Herrenhaus und Park
Das heute am Südostrand der Gemeinde Barsac vorhandene Herrenhaus ist von dem etwa 4,5 ha großen Park La Garenne umgeben und stammt aus dem 17. Jahrhundert. Die Parkanlage wird im Osten und Süden von Weinfeldern begrenzt. Die Einfahrt auf das Grundstück erfolgt von Norden. Die nach Norden offene U-förmige Gebäudeanordnung bildet einen etwa 25 × 35 m großen Innenhof. Linke Hand (Osten) befindet sich das eigentliche Schloss, im Süden und Westen Wirtschaftsgebäude. Der nach Süden langgestreckte Baukörper des Schlosses wird an seiner Südostecke von einem zylindrischen Turm flankiert, der das Schlossdach geringfügig überragt. Dieser Turm könnte der älteste Gebäudeteil sein. Hinter den Wirtschaftsgebäuden nach Westen hin waren großzügige Nutzgärten angelegt.
Der Wintersturm Martin überzog am 27. Dezember 1999 den Park mit großen Schäden, die zum Verlust fast aller Eichen, Hainbuchen und Zedern führte – insgesamt etwa 250 Bäume. Martin erreichte die Küste einige Stunden nach dem in deutschsprachigen Ländern wesentlich bekannteren Sturm Lothar, der vor allem die Südhälfte Frankreichs sowie die nördlichsten Regionen Spaniens und Italiens verwüstete. Abgesehen von dem Schaden, den die Natur erlitten hatte, führte er zu einer Wunde innerhalb der Familie, die die Zerstörung ihres Lebensraums nicht überwinden konnte. La Garenne war zuvor nicht nur Ruhe- und Rückzugsort der Familie, es fanden zahlreiche – auch religiöse – Veranstaltungen der Gemeinde darin statt. Nach den Prozessionen feierten hier die Einwohner der Gemeinde. Die Adelsgesellschaft und deren Nachfolger im Schloss sowie die Einwohner der Gemeinde lebten trotz der Standesunterschiede im Einvernehmen. Der Park wurde seit dem Sturmschaden nicht wieder hergerichtet. Das Terrain liegt auf etwa 11 m über dem Meeresspiegel.

## Geschichte
Hélie de Suau (auch Élie de Suau; † 1719), seit 1675 Berater des Parlaments von Bordeaux und Hauptmann im Regiment des Dauphin, ist die frühste Person, auf die sich der Besitz von Château de Suau zurückverfolgen lässt. Seine Frau Anne de Tarneau gehörte zu den Patinnen der Kirche Saint Vincent in Barsac und man stiftete 1714 eine Glocke für die Kirche, um sich „vielleicht mit dem Himmel zu arrangieren“, wie Sophie Brissaud süffisant kommentierte, schließlich war Anne die Geliebte von de Lur-Saluces, die durch dessen Mitgift wahrscheinlich den Erwerb dieses Anwesens mitfinanzierte. Élie de Suau war es auch, der dem Weingut seinen Namen hinterließ. Die beiden, seit dem 16. Oktober 1686 verheiratet, waren kinderlos verstorben und der Besitz ging 1719 an Charles de Tarneau (1669–1745), der ab 1684 Damoiseau König Louis XIV. war, ab dem 20. Februar 1734 unter Ludwig XV. Generalinspektor der Kavallerie, Gouverneur von Béthune und Generalleutnant der Armee. Am 15. Juli 1722 heiratete seine Tochter Angélique de Tarneau (1708–1788) Pierre de Lur-Saluces (1702–1780), Baron von Drugeac, Graf von Uza und Besitzer des wenige Kilometer entfernte Château de Malle. Sie erbten 1745 das Schlossgut Suau und führten umfangreiche Renovierungsarbeiten durch.
1780 erbte Claude Henri Hercule de Lur Saluces (1731–1793), Herr von Malle, das Anwesen Suau und leitete es. Am 24. Dezember 1793 wurde er wegen „Verbrechen an der Aristokratie“ guillotiniert. Suau  wurde daraufhin von Garros, Inhaber des Château d’Yquem, übernommen und von Josephine de Lur-Saluces geführt. Man darf annehmen, dass der Kauf durch Garros fingiert war, um das Anwesen in der Familie de Lur-Saluces zu halten. Die Familie Garros verwaltete bereits die Schlösser Lur Saluces, Filleau, Climens und Coutet. Der Besitz des Schlosses war 2003 noch immer in den Händen der Familie Garros.
1896 kaufte Émile Garros (1854–1923) das Gut, das zu diesem Zeitpunkt etwa 6,5 Hektar Weinberg umfasste und sowohl mit Weiß- als auch mit Rotwein bestockt war. Émiles Sohn Michel Garros (1883–1955) übernahm nach dessen Tod die Leitung des Weinguts. 1955 war es seine zweite Tochter Christiane, die das Anwesen übernahm und 1967 verkaufte, das Schloss jedoch für ihren persönlichen Gebrauch behielt. Christianes Ehemann war Emmanuel Pouchepadass († 2012), war Diplomat und als Direktor für kulturelle Entwicklung bei der UNESCO intimer Kenner der Familie Indira Gandhi. Der Käufer des Weinbergs 1967 war Daniel Biarnés, der beschloss, die Produktion des Weinguts im Château Navarro in Illats zu bringen, um sie mit den dortigen Weine zusammen verarbeiten zu können.

## Vinifikation
Seit 1992 ist Corinne Dubourdieu, geborene Corinne Biarnés, Besitzerin des Weinbergs und führt den Betrieb zusammen mit ihrem Mann, dem Château d’Archambeau gehört. 1961 hatte ihr Vater Roger Biarnés, Besitzer von Château Navarro in Illats, diesen gekauft. Dort werden diese Sauternes heute hergestellt. Warum er Suau gekauft hatte, ist nicht klar, stellt doch selbst seine Tochter Corinne fest, dass er eigentlich nie viel Interesse am Weinbuisiness hatte. Der Weinberg liegt als zusammenhängende Fläche zwischen der Avenue Aristide Briand, der D 1113, und der Bahnstrecke Bordeaux–Sète.
Die verarbeiteten Rebsorten sind zu 80 % Sémillon, 10 % Sauvignon und 10 % Muscadelle, die Stockdichte beträgt 6000. Der Hektarertrag liegt bei nur etwa 25 Hektoliter pro Hektar. Der Jahresertrag liegt bei etwa 20.000 Hektolitern.
Sophie Brissaud kolportiert eine Anekdote, in der Dubourdieu einmal in einem Tank mit Sauternes-Wein gebadet habe, „eine [wiederkehrende] Affinität sehr schöner Frauen zu seltenen Substanzen. […] Außerdem darf man sich im Sauternais nie wundern, denn nichts ist hier zu golden, zu köstlich oder zu sinnlich.“ Und weiter zitiert sie Corinne Dubourdieu, die die Leichtigkeit des Badens sehr angenehm empfunden habe und meinte, „es sei ein Wein, der vor allem die Weiblichkeit ausdrückte. Ein Wein für Frauen. Ich glaube sogar, dass er nur von Frauen gemacht werden sollte.“
Corinne Dubourdieu ist Cousine von Denis Dubourdieu (1949–2016), Oenologe und Professor an der Universität Bordeaux I aus Barsac.
Michael Broadbent fällt bis auf zwei Jahrgänge aus den 1980er Jahren, in denen die Proben akzeptabel seien, kein gutes Urteil über die Qualität der Weine aus diesem Haus, weder über die Jahrgänge davor noch danach. Im Großen Johnson ist zu lesen, bis 2002 wäre eine nachlässige Weinbereitung betrieben worden, bevor eine neue Generation – gemeint ist Corinne Dubourdieu – Änderungen durchgesetzt hätte und Besserungen erwarten ließe. Der französische Essayist Bernard Ginestet (1936–2001) attestiert den Weinen ab dem Jahrgang 2008 eine deutliche Qualitätsverbesserung: 

“At Suau, Lazarus has not quite risen, but is limbering up.”

„Auf Suau ist Lazarus noch nicht ganz auferstanden, aber er rührt sich.“